# Jogos da Boa Vontade de Inverno de 2000
Os Jogos da Boa Vontade de inverno de 2000 foi a primeira e última edição da versão de inverno do evento multiesportivo criado pelo magnata das comunicações norte-americano Ted Turner, que ocorreram entre os dias 17 a 20 de fevereiro na cidade de Lake Placid nos Estados Unidos. Após estes jogos a Time Warner (que tinha comprado a Turner Broadcasting System em 1998) cancelou os jogos.